# 패션 오브 마인드
《패션 오브 마인드》(영어: Passion of Mind)는 미국에서 제작된 알랭 베를리네르 감독의 2000년 드라마 영화이다. 더미 무어 등이 출연하였고, 톰 로젠버그 등이 제작에 참여하였다.
이 영화는 평단으로부터 대체로 부정 평가를 받았으며, 흥행에 실패하였다.

## 출연진
- 더미 무어
- 줄리앤 니컬슨
- 윌리엄 픽트너
- 시네이드 큐색
- 조스 애클런드
- 피터 리거트
- 스텔란 스카르스고르드
- 제리 배먼

## 기타 제작진
- 총괄 제작: 게리 루케이지
- 라인 제작: 로빈 오하라
- 공동 제작: 안드레이 러말
- 배역: 데버라 어퀼라, 세라 헤일리 핀